# Simon d’Artois
Simon d’Artois (* 26. Januar 1992 in Whistler) ist ein kanadischer Freestyle-Skier. Er startet in der Freestyledisziplinen Halfpipe und Slopestyle.

## Werdegang
D’Artois debütierte im Januar 2009 in Park City im Freestyle-Skiing-Weltcup und belegte dabei den 26. Rang im Halfpipe-Wettbewerb. Seit 2010 nimmt er ebenfalls an Wettbewerben der AFP World Tour teil. Dabei erreichte er im Februar 2011 auf der Halfpipe mit dem zweiten Platz bei den Gatorade FreeFlow Tour Finals in Huntsville seine erste Podestplatzierung. In der Saison 2011/12 siegte er auf der Halfpipe bei der US Revolution Tour in Copper Mountain und im Slopestyle beim 7th Annual Showdown Hoedown Throwdown in Silver Star. Bei den Weltmeisterschaften 2013 in Voss wurde er Neunter im Halfpipe-Wettbewerb.
In der Saison 2013/14 erreichte d’Artois mit dem fünften Platz  auf der Halfpipe in Calgary seine bisher beste Weltcupplatzierung. Ebenfalls in der Saison gewann er beim Snowcrown Ski and Snowboard Festival in Blue Mountain und belegte bei der SFR Tour in Tignes den dritten Rang. Bei den Winter-X-Games 2015 in Aspen holte er auf der Superpipe die Goldmedaille. Im März 2015 kam D’Artois bei den Canadian Open Championship in Calgary im Halfpipe-Wettbewerb auf den zweiten Platz. Bei den Winter-X-Games 2017 und bei den Weltmeisterschaften 2017 wurde er jeweils Neunter in der Halfpipe. In der Saison 2017/18 kam er in Cardrona, Copper Mountain und Tignes jeweils auf den dritten Platz und belegte damit den vierten Rang im Halfpipe-Weltcup. Bei den Winter-X-Games 2018 in Aspen errang er den siebten Platz, bei den Olympischen Winterspielen 2018 in Pyeongchang den 13. Platz.
Mit einem Sieg und einem zweiten Platz entschied d’Artois im Weltcup 2018/19 die Halfpipe-Disziplinenwertung für sich. Bei den Weltmeisterschaften 2019 in Park City verpasste er als Vierter des Halfpipe-Wettbewerbs knapp eine Medaille.

## Erfolge

### Olympische Spiele
- Pyeongchang 2018: 13. Halfpipe

### Weltmeisterschaften
- Oslo 2013: 9. Halfpipe
- Sierra Nevada 2017: 9. Halfpipe
- Park City 2019: 4. Halfpipe
- Aspen 2021: 2. Halfpipe

### Weltcupsiege
D’Artois errang bisher sechs Podestplätze im Weltcup, davon 1 Sieg:
| Datum             | Ort                  | Land                | Disziplin |
| ----------------- | -------------------- | ------------------- | --------- |
| 20. Dezember 2018 | Secret Garden Resort | Volksrepublik China | Halfpipe  |

### Weltcupwertungen
| Saison  | Gesamt | Gesamt | Halfpipe | Halfpipe |
| Saison  | Platz  | Punkte | Platz    | Punkte   |
| ------- | ------ | ------ | -------- | -------- |
| 2008/09 | 186.   | 1      | 42.      | 5        |
| 2009/10 | -      | -      | -        | -        |
| 2010/11 | -      | -      | -        | -        |
| 2011/12 | 152.   | 4      | 24.      | 19       |
| 2012/13 | 166.   | 5      | 35.      | 26       |
| 2013/14 | 75.    | 17     | 15.      | 84       |
| 2014/15 | 76.    | 13     | 10.      | 66       |
| 2015/16 | -      | -      | -        | -        |
| 2016/17 | 77.    | 18,2   | 14.      | 91       |
| 2017/18 | 23.    | 34     | 4.       | 204      |
| 2018/19 | 9.     | 51,2   | 1.       | 256      |
| 2019/20 | 147.   | 8      | 26.      | 40       |

### Winter-X-Games
- Winter-X-Games 2015: 1. Halfpipe
- Winter-X-Games 2017: 9. Halfpipe
- Winter-X-Games 2018: 7. Halfpipe
- Winter-X-Games 2019: 7. Halfpipe